# Grand Prix Hassan II 2007
Il Grand Prix Hassan II 2007  è stato un torneo di tennis giocato sulla terra rossa. 
È stata la 23ª edizione del Grand Prix Hassan II, 
che fa parte della categoria International Series nell'ambito dell'ATP Tour 2007.
Si è giocato al Complexe Al Amal di Casablanca in Marocco, dal 18 al 25 maggio 2007.

## Campioni

### Singolare
Paul-Henri Mathieu ha battuto in finale  Albert Montañés con il punteggio di 6–1, 6–1

### Doppio
Jordan Kerr /  David Škoch hanno battuto in finale  Łukasz Kubot /  Oliver Marach con il punteggio di 7–6(4), 1–6, [10-4]